# Nilceu dos Santos
Nilceu Aparecido Dos Santos (Cascavel, 14 juli 1977) is een Braziliaans wielrenner. Hij werd in 2007 Braziliaans kampioen op de weg. Hij heeft tevens de meeste zeges in de Copa América de Ciclismo op zijn naam staan (4).

## Belangrijkste overwinningen
2001
- Prova Ciclística 9 de Julho

2002
- 2e etappe Ronde van Rio de Janeiro
- 5e etappe Ronde van Rio de Janeiro

2004
- Prova Ciclística 9 de Julho
- 3e etappe Ronde van Santa Catarina

2005
- Copa América de Ciclismo
- 1e etappe Ronde van São Paulo

2006
- Copa América de Ciclismo
- 2e etappe, deel A Ronde van Porto Alegre
- 9e etappe Ronde van São Paulo
- 1e etappe Ronde van Santa Catarina
- 8e etappe Ronde van Santa Catarina
- 9e etappe Ronde van Santa Catarina
- 10e etappe Ronde van Santa Catarina

2007
- Braziliaans kampioenschap op de weg, Elite
- Copa América de Ciclismo
- 5e etappe Ronde van Rio de Janeiro
- 1e etappe Ronde van São Paulo

2008
- Copa América de Ciclismo

2010
- 4e etappe Ronde van de Staat São Paulo

2014
- 8e etappe Ronde van Brazilië

## Resultaten in voornaamste wedstrijden
| Jaar | Copa América de Ciclismo | Prova Ciclística 9 de Julho | Copa da Republica de Ciclismo |
| ---- | ------------------------ | --------------------------- | ----------------------------- |
| 2001 |                          | Goud                        |                               |
| 2002 | Brons                    |                             |                               |
| 2003 |                          |                             |                               |
| 2004 |                          | Goud                        |                               |
| 2005 | Goud                     | Brons                       | Zilver                        |
| 2006 | Goud                     |                             |                               |
| 2007 | Goud                     | 4e                          | Goud                          |
| 2008 | Goud                     |                             | 4e                            |
| 2009 | Zilver                   |                             | Goud                          |
| 2010 | 6e                       | Zilver                      | Zilver                        |
| 2011 |                          |                             | Zilver                        |
| 2012 | Brons                    |                             |                               |
| 2013 | Zilver                   |                             |                               |

Diniz · Gohr · Junior · Manarelli · May · Médici · M.Morandi · F.Morandi · Nazaret · Nicácio · Rogelin · N.Santos · C.Santos · R.Silva · V.Silva · Tavares
Diniz · Giacinti · Grizante · Junior · Médici · M.Morandi · F.Morandi · Nazaret · Nicácio · Rogelin · N.Santos · Seabra · Sidoti · R.Silva · Simón
Camargo · Chamorro · Dias · Giacinti · Gohr · Justo · Médici · F.Morandi · M.Morandi · Nazaret · Pagliarini · Rogelin · Ruiz · Santos · Sartasov · Tavares
Aguilar · Arruda · Arseno · Cardoso · Crespo · Fiorilli · Frade · Justo · Médici · Moi · Nascimento · Nazaret · Pinheiro · Santos · Sidoti · Silva
Baena · Cabrera · Chiarello · dos Santos · Egídio · Godoy · Melo · Mendes · Panizo · T.Rodrigues · Roux · dos Santos · Silva · Vieira · Weber